# Eric Dean Seaton
Eric Dean Seaton é um diretor e produtor de televisão estadunidense. Ficou conhecido por trabalhar em Eve, The Suite Life of Zack & Cody, Cory in the House, Just Jordan, True Jackson, VP, Sonny with a Chance, So Random!, Good Luck Charlie, The Suite Life on Deck, The Wannabes, Let's Stay Together, Reed Between the Lines, Shake It Up, Kickin' It, JESSIE, Austin & Ally e How to Rock..